# Академіка (Коїмбра)
«Акаде́міка» (порт. Associação Académica de Coimbra – Organismo Autónomo de Futebol) — португальський футбольний клуб з Коїмбри. Заснований 1876 року.

## Історія
ФК Академіка Коїмбра була заснована 3 листопада 1887 як футбольна команда Коледжу Святого Апостола. Першим президентом створеної організації став Луїс Антоніо Гомес, студент юридичного факультету, що став згодом деканом університету в Коїмбрі.
Перший свій офіційний матч Академіка Коїмбра провела в січні 1912 року проти команди тренажерного залу міста Коїмбра. Та зустріч, яка проходила на стадіоні Інсуа Бентос, закінчилася з рахунком 1-0 на користь Академіки. Через три місяці після першої гри Академіка дебютувала в офіційних змаганнях — кубок Монтейру да Кошта де не здобула особливих успіхів. Але вже в наступному році, 9 березня 1913 Академіка завоювала свій перший трофей і звання «Чемпіонів Півночі» перемігши у фіналі ФК «Порту» з рахунком 3-1.
Практично з самого свого заснування президенти клубу намагалися переконати мерію міста в необхідності власного стадіону, і в лютому 1918 року був відкритий Кампо-де-Санта-Крус. Однак незабаром стало ясно, що стадіон не відповідає мінімальним умовам експлуатації і команді довелося повернутися на Інсуа Бентос.
Сезон 1932-33 років став успішним для Академіки, команда виграла титул Чемпіонів Північного Району, здобувши 8 перемог у 8 іграх.
Найбільших успіхів команда добилася в 1939 році, вигравши Кубок Португалії. У фінальному матчі, на якому були присутні 30 000 глядачів, була переможена лісабонська Бенфіка з рахунком 4-3.
У сезоні 1965-66 роках Академіка займає 4-е місце, а вже в наступному сезоні друге, поступившись Бенфіці всього три очки.
За сезони 60-х років двічі вийшли у фінал Кубка Португалії з футболу.
З 1970 року Академіка переживала сильний спад у грі, почавши чемпіонат з семи ігор без єдиного забитого м'яча. У тому сезоні команда була вибита з розіграшу Кубка УЄФА Вулверхемптоном, крупно програла обидві зустрічі Бенфіці і, в підсумку, знову вилетіла в нижчу лігу.
Останній успіх підкорився команді в сезоні 2011/12, коли «Академіка» виграла кубок Португалії, перемігши у фіналі лісабонський «Спортінг» з рахунком 1:0, і вперше вийшла в груповий етап Ліги Європи.

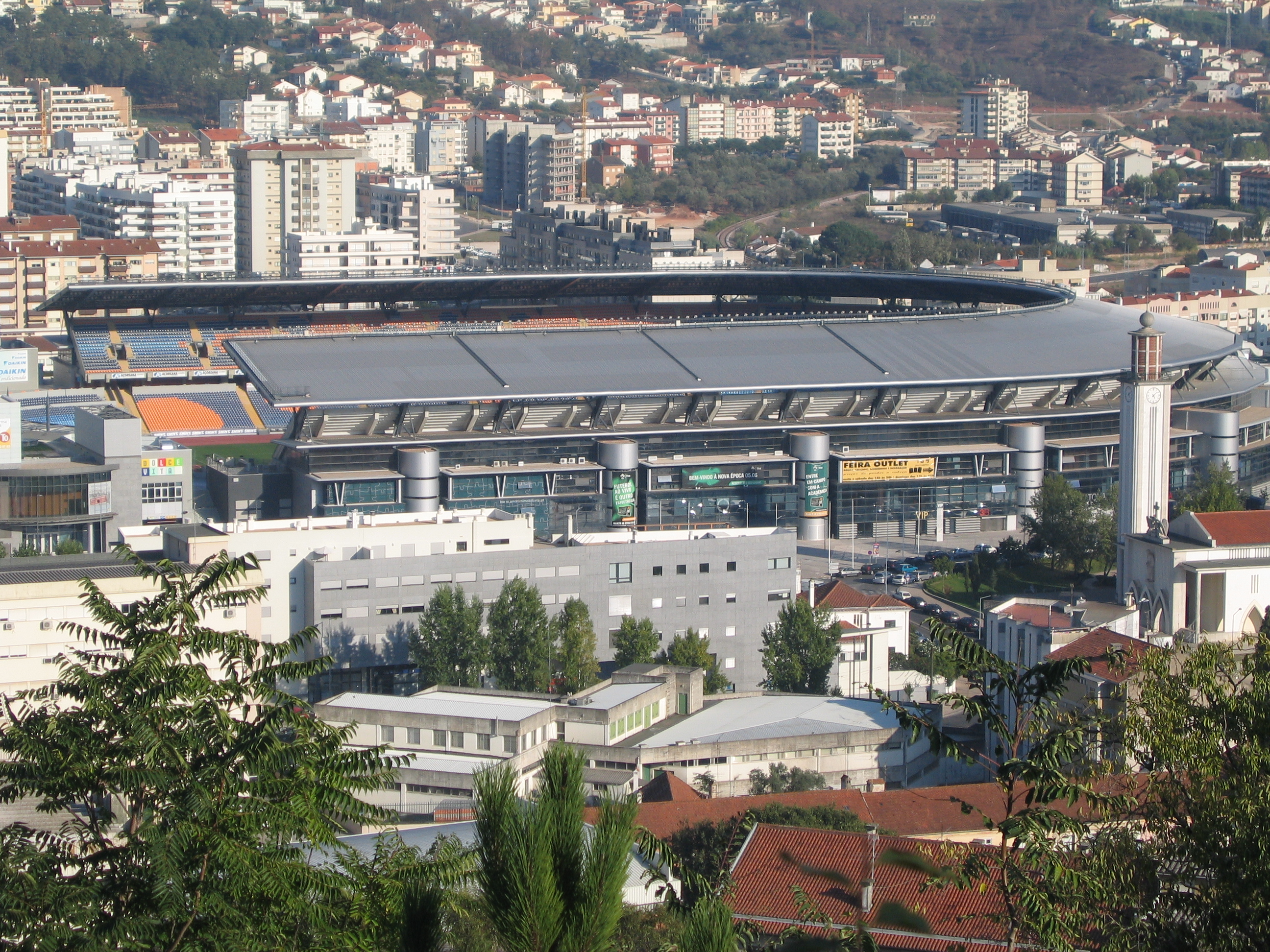
Стадіон Коїмбри

## Досягнення
- Володар Кубка Португалії: 1938-39, 2011-12
- Чемпіон другої ліги: 1948-49, 1972-73